# 熱帶風暴蓮花 (2020年)
熱帶風暴蓮花（英語：Tropical Storm Linfa，國際編號：2015，聯合颱風警報中心：WP172020）是2020年太平洋颱風季第15個被命名的風暴。「蓮花」一名由澳門所提供，即荷花，花瓣呈粉紅色，大葉，是澳門的代表花。
由於蓮花重創越南，颱風委員會把「蓮花」從命名表中除名，以後將不再使用。在次年第54次世界氣象組織颱風委員會會議中通過新名由「琵鷺」取代。

## 發展過程
10月7日，一個熱帶擾動在菲律賓東南方海域生成，美國海軍研究實驗室給予擾動編號92W。
10月9日晚上7時，聯合颱風警報中心將其評級提升為「高」，並對其發布熱帶氣旋形成警報。晚上8時，日本氣象廳將其升格為熱帶低氣壓。
10月10日上午8時，日本氣象廳對其發布烈風警報。同時，台灣中央氣象局將其升格為熱帶性低氣壓，給予編號TD17、聯合颱風警報中心將其升格為熱帶性低氣壓，給予熱帶氣旋編號17W 。上午11時，中國國家氣象中心及香港天文台跟隨將其升格。下午2時，澳門地球物理暨氣象局將其升格為熱帶低氣壓。下午8時，聯合颱風警報中心率先將其升格為熱帶風暴。
10月11日上午2時，日本氣象廳將其升格為熱帶風暴，給予國際編號2015，並命名「蓮花」。同時，台灣中央氣象局將其升格為輕度颱風，中國國家氣象中心、香港天文台及澳門地球物理暨氣象局亦跟隨將其升格為熱帶風暴。其後中國國家氣象中心宣佈蓮花於早上11時45分在越南廣義省登陸，登陸時兩分鐘平均風速20每秒（72每小時）。下午5時，聯合颱風警報中心對其發布最後警告。同時，香港天文台將其降格為熱帶低氣壓。
10月12日上午2时，日本氣象廳認為蓮花已減弱為熱帶低氣壓。
10月13日上午2時，日本氣象廳認定蓮花已消散。

## 影響

### 造成伤亡
| 地区   | 死亡失踪人数        |
| ------ | ------------------- |
| 越南   | 112人死亡，24人死亡 |
| 柬埔寨 | 25人死亡            |
| 老挝   | 1人死亡，3人失踪    |

### 中國大陸
國家氣象中心發出之最高颱風預警信號： 颱風藍色預警信號
國家氣象中心於10月11日6時發布颱風藍色預警信號。

#### 海南省
海南省氣象局發佈之最高颱風預警信號： 颱風藍色預警信號
海南省氣象局於10月11日9時10分發布颱風藍色預警信號。

## 名称退役
由於蓮花重創越南，颱風委員會把「蓮花」從命名表中除名，以後將不再使用。在次年第54次世界氣象組織颱風委員會會議中通過新名由「琵鷺」取代。

## 熱帶氣旋警告使用紀錄

### 中國大陸
| 国家气象中心 颱風預警信號 | 国家气象中心 颱風預警信號 | 国家气象中心 颱風預警信號 |
| ------------------------- | ------------------------- | ------------------------- |
| 上一熱帶氣旋              | 颱風藍色預警信號          | 下一熱帶氣旋              |
| 強熱帶風暴紅霞            | 颱風藍色預警信號          | 熱帶風暴浪卡              |

## 外部連結
| 太平洋颱風季             |
| 主題頁 - 專題 - 編輯指南 |

- （日語）日本氣象廳首頁 （页面存档备份，存于）
- （英文）聯合颱風警報中心首頁 （页面存档备份，存于）
- （简体中文）中國國家氣象中心首頁 （页面存档备份，存于）
- （繁體中文）臺灣中央氣象局首頁 （页面存档备份，存于）
- （繁體中文）香港天文台首頁 （页面存档备份，存于）
- （繁體中文）澳門地球物理暨氣象局首頁 （页面存档备份，存于）
- （英文）菲律賓大氣地球物理和天文管理局 惡劣天氣公告 （页面存档备份，存于）
- （泰文）泰國氣象局首頁 （页面存档备份，存于）